# Поява Карателя
«Поява Карателя» (англ. Enter the Punisher) — сьома серія другого сезону мультсеріалу «Людина-павук» 1994 року.

## Сюжет
Після прийому формули у Людини-павука виростають ще чотири руки. Тим часом анти-герой Каратель відкриває сезон полювання на Людину-павука, думаючи що він злочинець. Тим часом Людина-павук дізнається, що Майкл Морбіус перетворився на вампіра. Він намагається допомогти Майклові, але раптово на нього нападає Каратель і Людина-павук потрапляє у його пастку, а Джона Джеймсон намагається оголосити Карателя героєм, але йому це не вдається, так як Каратель використовує напрочуд жорстокі методи. Жителі Нью-Йорка звинувачують Людину-павука у злочинах, які скоїв Морбіус. Тим часом Людина-павук звільняється з пастки Карателя і біжить до покинутого складу. Каратель знаходить його і Людина-павук перетворюється на величезного павука.

## У ролях
- Крістофер Деніел Барнс — Пітер Паркер/Людина-павук
- Сара Баллантайн — Мері Джейн Ватсон
- Лінда Гері — тітка Мей Паркер
- Дженніфер Гейл — Феліція Гарді
- Гері Імхофф — Гаррі Озборн
- Сьюзан Біубіан — доктор Марія Кроуфорд
- Едвард Еснер — Джона Джеймсон
- Родні Сальсберрі — Джозеф «Роббі» Робертсон
- Джон Бек — Френк Кастл/Каратель
- Роберт Аксельрод — Лінус Ліберман/Мікрочип
- Нік Джеймсон — Майкл Морбіус
- Доунн Льюіс — детектив Террі Лі